# Hili Yalon

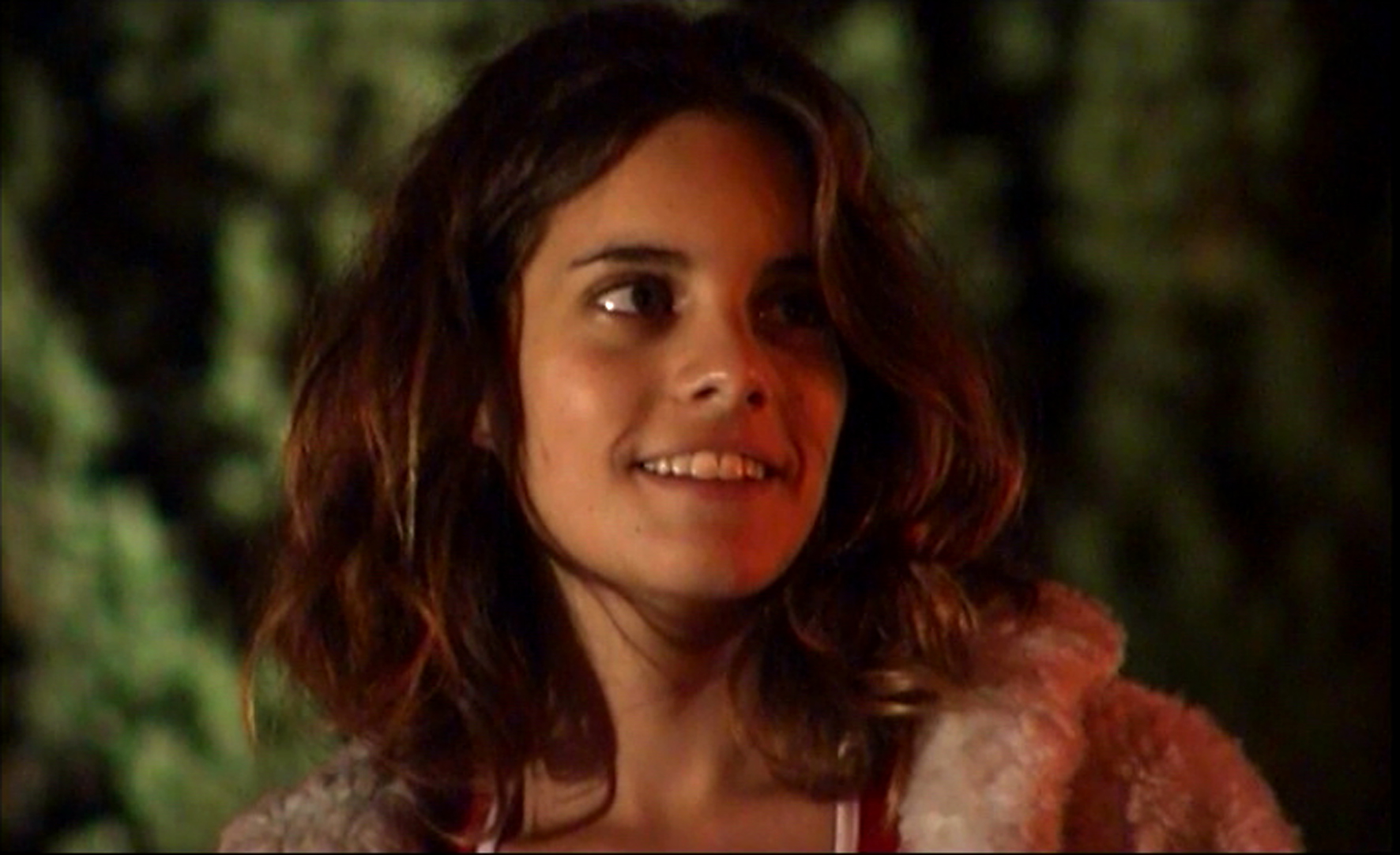
Hili Yalon (2005)

Hili Yalon (hebräisch הילי ילון, * 14. Februar 1985 in Jerusalem) ist eine israelische Schauspielerin.

## Leben und Karriere
Hili Yalon wurde 1985 als Hila Yalon in Jerusalem geboren. Sie erwarb ihre schauspielerischen Fähigkeiten an der Nissan Nativ Acting School in Tel Aviv. 2001 debütierte die damals Sechzehnjährige in dem Fernsehfilm Laila Lelo Lola. Ihre Rolle der Aya Dvir, die sie 2005 bis 2013 in der Fernsehserie Ha-Shminiya spielte, machte sie in Israel bekannt. Internationale Bekanntheit erlangte Hili Yalon durch die weibliche Hauptrolle der Keren in dem mit Preisen ausgezeichneten Filmdrama Alles für meinen Vater, der eine zarte, aber letztlich gescheiterte Liebesbeziehung zwischen einer Israelin und einem palästinensischen Selbstmordattentäter zum Thema hat.

## Filmografie
- 2001: Laila Lelo Lola
- 2001: Happy New Year
- 2005: Alenbi Romance
- 2005–2013: Ha-Shminiya (Fernsehserie, 184 Folgen)
- 2008: Lemon Tree
- 2008: Alles für meinen Vater (Sof Shavua B’Tel Aviv)
- 2010: Yellow Glasses
- 2011: Before You Is the Sea (Hisham Zreiq Film)
- 2015: OMG, I’m a Robot!
- 2016: Shutafim (Fernsehserie, Episodenrolle)
- 2018–2019: Kfulim (Fernsehserie)